# Lundbyleden

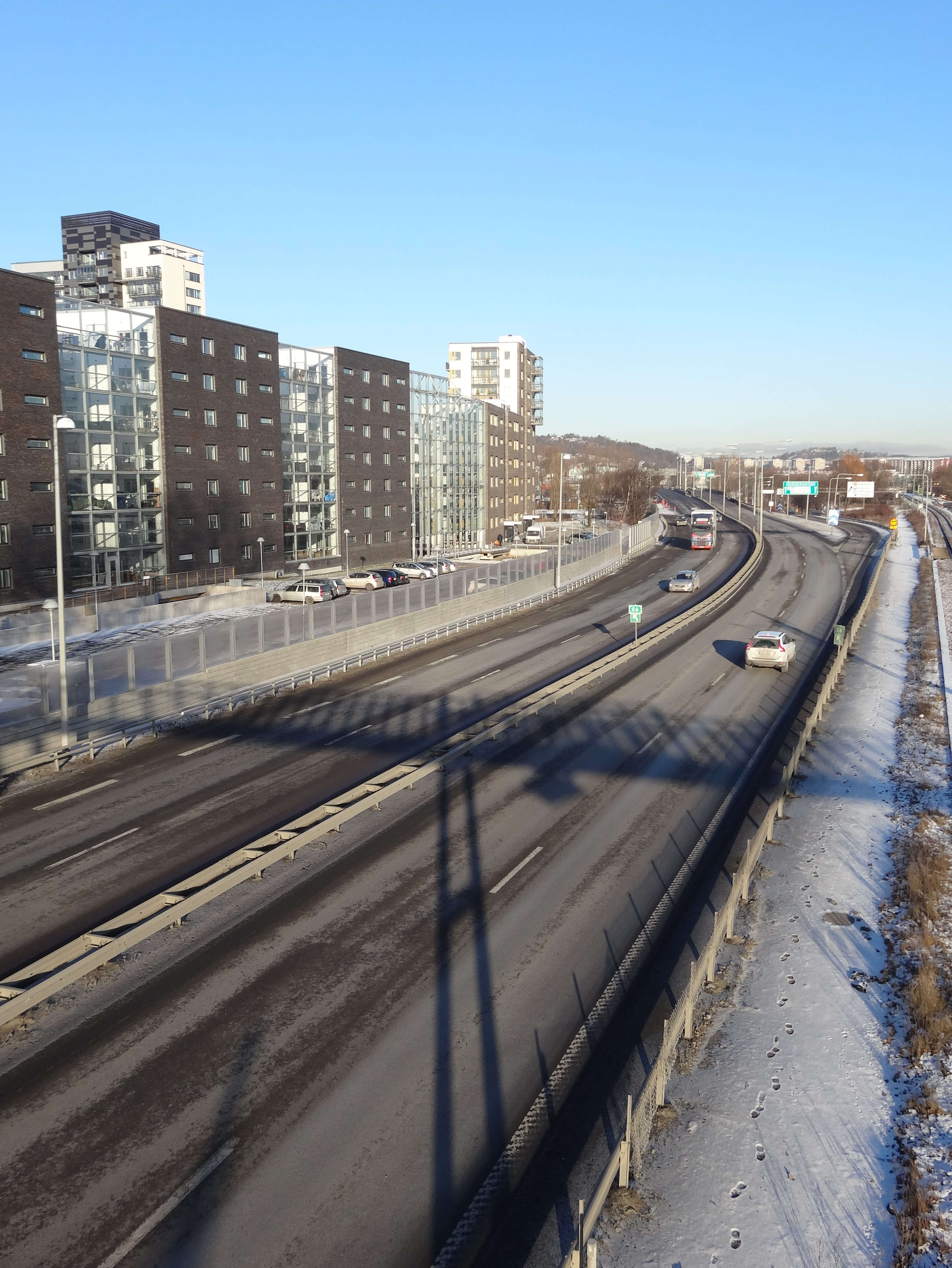
Lundbyleden.

E6.21 Lundbyleden är en vägtrafikled på Hisingen i Göteborg. Den var tidigare[när?] en del av länsväg 155 men är nu grenvägen E6.21, som inte skyltas med nummer. Leden invigdes 1971.

## Sträckning och utformning
Vägen ansluter till E6 i öster (mot Tingstadstunneln respektive Kungälvsleden), och till E6.20 i väster (mot Älvsborgsbron respektive Hisingsleden). Lundbyleden är motorväg i öster och vanlig väg i väster. Gränsen går vid Inlandsgatan mellan Ättestupan och Lundbytunneln. De västligaste 2 km av Lundbyleden utgörs av Lundbytunneln.
Lundbyleden avgränsar området Norra Älvstranden i norr.

## Historia
Motorvägen mellan Ringömotet och Brantingsmotet är byggd 1958, en av Sveriges äldsta motorvägar. Den var en del av Rikstvåan och E6 tills Tingstadstunneln öppnades 1968.  Vägen i övrigt hade inget skyltat nummer förrän 1985 då vägen fick nummer 155. Lundbytunneln är invigd 1997. Samtidigt invigdes Eriksbergsmotet och Bräckemotet. 
Under sommaren 2008 byggdes ytterligare ett körfält på Lundbyleden vid Brunnsbomotet.

## Planer
En ny trafikplats, Kvillemotet, kommer att byggas för att ersätta Brunnsbomotet, omkring 2020. Detta är en del av ombyggnad om området strax norr om leden. Järnvägen ska bli en dubbelspårig bro vilket eliminerar två hårt trafikerade plankorsningar. Vad trafikljuskorsningen vid Inlandsgatan beträffar ska den tas bort och ersättas med en ny cirkulationsplats vid Eriksbergsmotet. Anpassningarna av motets ramper till den nya cirkulationsplatsen samt byggandet av en ny lokalväg till Inlandsgatan beräknas vara  klara år 2024.

## Trafikplatser längs vägen
| Unknown BSicon "RP4sewRP4" |

| Unknown BSicon "RP4wensRP2" |

| Unknown BSicon "RP4wensRP2" |

| Unknown BSicon "RP4wensRP2" |

| Unknown BSicon "RP4wensRP2" |

| Unknown BSicon "RP2w" + Unknown BSicon "RP4 light" |

| Unknown BSicon "RP4wensRP2" |

| Unknown BSicon "tRP4ae" |

| Unknown BSicon "RP4wensRP4" |